# 乔克韦·卢蒙巴
乔克韦·卢蒙巴（英語：Chokwe Lumumba, Edwin Finley Taliaferro，1947年8月2日—2014年2月25日），美国政治人物。他曾任密西西比州杰克逊市市长。
2014年2月25日，他死于杰克逊市的圣多米尼克医院，享年66岁。